# Alí (pel·lícula)
 Alí  (original: Ali) és una pel·lícula estatunidenca de Michael Mann, estrenada el 2001 i doblada al català.

## Argument
La vida del boxejador Cassius Clay a partir de la seva victòria històrica sobre el campió del món Sonny Liston el 1964 - fidelment reproduïda a la pel·lícula sobretot gràcies a plans cinematogràfics dinàmics aprofitant-nos del famós joc de cames de Cassius- fins al famós combat contra George Foreman el 1974. Al marge de la seva carrera esportiva de l'època, la pel·lícula descriu el compromís quan va canviar el nom pel de Mohamed Ali al costat del moviment Nació de l'Islam i les seves relacions amb Malcolm X.

## Repartiment
- Will Smith: Cassius Clay (Mohamed Ali)
- Jon Voight: Howard Cosell
- Jamie Foxx: Drew 'Bundini' Brown
- Mario Van Peebles: Malcolm X
- Ron Silver: Angelo Dundee
- Jeffrey Wright: Howard Bingham
- Nona Gaye: Belinda Ali
- Jada Pinkett Smith: Sonji
- Wade Williams: Tinent Jerome Claridge

## Al voltant de la pel·lícula
- La pel·lícula és notable per la primera col·laboració entre el director Michael Mann i Jamie Foxx.[3]
- En aquesta pel·lícula el boxejador Joe Frazier és interpretat per l'excampió de pes pesant del món de l'organització WBA James "Lights Out" Toney.
- En el primer combat contra Sonny Liston, el comentarista diu diverses vegades el jove aspirant «Ali», mentre que ell s'anomena sempre Cassius Marcellus Clay.

## Premis i nominacions

### Nominacions
- 2002: Oscar al millor actor per Will Smith
- 2002: Oscar al millor actor secundari per Jon Voight
- 2002: Globus d'Or al millor actor dramàtic per Will Smith
- 2002: Globus d'Or al millor actor secundari per Jon Voight
- 2002: Globus d'Or a la millor banda sonora original per Lisa Gerrard i Pieter Bourke